# Disputa Chandrasekhar–Eddington
A principios del siglo XX, el astrónomo inglés Arthur Eddington y el astrónomo indio Subrahmanyan Chandrasekhar no estaban de acuerdo sobre la teoría correcta para describir las etapas finales del ciclo de vida de una estrella. Durante la disputa, Chandrasekhar estaba al comienzo de su carrera y Eddington era un físico reconocido. Chandrasekhar había propuesto un límite, ahora conocido como límite de Chandrasekhar, que indica el límite máximo para la masa de una enana blanca. En una serie de conferencias y encuentros, Eddington abogó por una teoría alternativa, criticando y burlándose abiertamente de los modelos de Chandrasekhar.
Las teorías de Chandrasekhar tuvieron éxito en astronomía; Chandrasekhar recibiría el Premio Nobel de Física en 1983, por sus modelos estelares. El límite de Chandrasekhar se convirtió en una evidencia teórica de la existencia de agujeros negros.

## Antecedentes
Arthur Eddington se convirtió en un científico famoso y establecido por el experimento de Eddington de 1919, en el que comprobó la relatividad general de Albert Einstein midiendo la desviación de la luz del sol durante un eclipse, en la Isla de Príncipe, África.
A principios de la década de 1920 se conocían tres candidatos a enanas blancas. Se sugirió que estas estrellas aparecen al final del ciclo de vida de las estrellas, cuando éstas colapsan bajo su propio peso. El material restante forma una estrella en un estado muy denso. Una de las tres enanas blancas, Sirio B, compañera de Sirio, fue descubierta por Walter Sydney Adams después de una proposición de Eddington de utilizar el efecto Doppler relativista de la relatividad especial. En 1926, Eddington señaló un problema con los modelos de la época que consideraban esta materia tan densa como el estado de energía más bajo. Eddington sugirió que esto no podría ser así, ya que las estrellas irradian y se enfrían. Ralph H. Fowler resolvió este problema considerando que la enana blanca no colapsa debido a la presión de degeneración electrónica.
En 1929, basándose en los modelos estelares de James Jeans, Edmund Clifton Stoner, trabajando en colaboración con Wilhelm Anderson, investigó los límites de masa de las enanas blancas, modelándolas como estrellas esféricas homogéneas gobernadas por la estadística de Fermi-Dirac.
Subrahmanyan Chandrasekhar se había graduado recientemente del Presidency College, Madrás, India, y fue aceptado para una beca en la Universidad de Cambridge. Durante su viaje en barco a Inglaterra, sin conocer el trabajo de Stoner y Anderson, teorizó un modelo estelar más sofisticado basado en el trabajo de Ralph H. Fowler, en el que también observó que debido a restricciones relativistas, una enana blanca no podía superar una cierta masa. Publicó su modelo en 1930.
Durante los estudios de Chandrasekhar en Cambridge, Fowler, Eddington y Edward Arthur Milne se mantuvieron escépticos respecto del límite de Chandrasekhar porque la teoría no explicaba lo que sucedía a una estrella que sobrepasaba el límite. Sin embargo, Milne y Eddington, que se convirtieron en los examinadores de la tesis de doctorado de Chandrasekhar en 1933, apreciaron el trabajo de Chandrasekhar sobre las enanas blancas porque podía ayudar a resolver algunas discrepancias entre ambos. El modelo de Chandrasekhar respaldó la idea de Eddington de que una estrella por encima de la masa crítica actuaría como un gas ideal, sin embargo según Chandrasekhar no todas las estrellas se convirtieron en enanas blancas, en conflicto directo con las teorías de Eddington. Poco después, ese mismo año, Chandrasekhar fue elegido miembro de la Real Sociedad Astronómica.
Después de dejar Cambridge, Chandrasekhar reanudó su trabajo sobre el límite de masa de las estrellas en 1934, en Rusia, trabajando con Viktor Ambartsumian y Lev Landáu.

## Disputas
Chandrasekhar estaba en estrecho contacto con Eddington, quien estaba al tanto de sus obras recientes. Mientras se preparaba para una reunión de la Real Sociedad Astronómica en 1935, Chandrasekhar se dio cuenta de que Eddington había reservado una charla justo después de la suya, pero no estaba al tanto de su contenido y Eddington no lo reveló durante sus conversaciones. Durante la reunión, el 11 de enero, Chandrasekhar presentó una solución completa a su ecuación estelar. Eddington continuó con una presentación sobre un tema similar, en la que criticó directamente la teoría de Chandrasekhar, diciendo que carecía de significado físico. La crítica de Eddington se centró en el límite superior de la masa de una enana blanca y rechazó el uso de lteoría cuántica no relativista junto con cálculos relativistas usado por Chandrasekhar. Milne apoyó los argumentos de Eddington. Chandrasekhar abandonó la conferencia deprimido.
Más tarde ese mismo año, durante la asamblea general de la Unión Astronómica Internacional en París, Eddington continuó promoviendo su crítica a la teoría de Chandrasekhar. Chandrasekhar comentaría más tarde en una entrevista que Eddington se burló de su teoría durante la conferencia. Chandrasekhar apeló a Henry Norris Russell, el presidente de la asamblea, pero éste lo convenció de no responder a los comentarios de Eddington. Al final de la reunión, Eddington le dijo a Chandrasekhar: "Lo siento si te lastimé".
Chandrasekhar decidió escribir sobre la controversia a Léon Rosenfeld, que trabajaba con Niels Bohr. Bohr y Rosenfeld respondieron que eran "absolutamente incapaces de ver significado alguno en las afirmaciones de Eddington". Bohr, Rosenfeld y Wolfgang Pauli (por sugerencia de los otros dos) recibieron el artículo de Chandrasekhar pero dijeron que estaban demasiado ocupados para lidiar con la controversia, pero aprobaron la metodología de Chandrasekhar.
Chandrasekhar escribió un par de artículos en colaboración con Christian Møller, para refutar y señalar contradicciones en la teoría de Eddington.
En 1936, Rudolf Peierls publicó un artículo que demostraba una relación relativista entre la presión y el volumen de un gas, en contradicción a la teoría de Eddington. Ese mismo año, durante una reunión en la Universidad de Harvard, Eddington calificó la teoría de Chandrasekhar de "bufonería estelar".
En 1937, Chandrasekhar se reunió nuevamente con Eddington en Inglaterra mientras se dirigía al Coloquio Astrofísico Internacional en París. Se conocieron Eddington, Chandrasekhar, Paul Dirac y Maurice Pryce. La discusión terminó cuando Eddington se fue después de una disputa. Chandrasekhar registró en su versión del evento:

Pryce expresó su sorpresa al verme y me preguntó si me uniría a ellos en la discusión con Eddington después de Hall sobre la cuestión de la degeneración relativista. Después de Hall, nos dirigimos a la habitación de Pryce en Neville's Court. La discusión comenzó cuando Pryce intentó contarle a Eddington su versión de los argumentos de Eddington contra la degeneración relativista, para que Eddington pudiera estar satisfecho de que él, Pryce, entendía los argumentos de Eddington. Después de que Pryce completó su narración, Eddington comentó que el relato de Pryce era completamente justo y preciso y preguntó: "¿De qué se trataba la discusión?" Pryce se volvió hacia Dirac y le preguntó: "¿Estás de acuerdo con alguna de las cosas que he dicho?" Dirac dijo: "No". Pryce añadió: "Yo tampoco". Eddington se enojó mucho; de hecho, fue la única ocasión en que lo vi realmente enojado. Se levantó de la silla, caminó de un lado a otro y dijo: "¡Este asunto no es para bromear!". Continuó criticando el argumento de Pryce a pesar de que un momento antes había estado de acuerdo con él y, durante la siguiente hora, fue el monólogo de Eddington. Al día siguiente, después de Hall, Eddington se me acercó y me dijo que estaba muy decepcionado porque Dirac no parecía entender las implicaciones de su propia teoría de la relatividad del electrón. No estuve de acuerdo ni en desacuerdo con el comentario de Eddington, sino que pregunté: "¿En qué medida su teoría fundamental depende de sus ideas sobre la degeneración relativista?" Él respondió: "¡Vaya, todo!". Como no reaccioné a ese comentario, me preguntó por qué había hecho esa pregunta. Mi respuesta fue: "Sólo lo siento", no fue un comentario cortés, pero en ese momento estaba realmente enfurecido por la suprema confianza de Eddington en sí mismo y en sus propias ideas.

En 1939, Chandrasekhar terminó su teoría de las enanas blancas, que fue rápidamente elogiada por Bengt Strömgren y Paul Ledoux. Este último dijo en su libro introductorio de astronomía que la teoría de Chandrasekhar merecía ser comparada con los trabajos de Eddington, Jeans y Svein Rosseland. En una conferencia en París en el mismo año, Chandrasekhar dijo abiertamente por primera vez que la teoría de Eddington estaba equivocada.
Peierls, Dirac y Pryce, en un artículo de 1941, señalaron los malentendidos de Eddington sobre la teoría de la relatividad en relación con la teoría cuántica.

## Después de las disputas
Eddington murió en 1944 y nunca se retractó de sus ataques a Chandrasekhar. Sin embargo, Chandrasekhar mantuvo correspondencia con Eddington al final de su vida y sintió admiración por él. En un discurso obituario para Eddington, Chandrasekhar clasificó a Eddington junto a Karl Schwarzschild, como el astrónomo más grande de su tiempo.
El descubrimiento de Cygnus X-1 en 1972, la primera detección de un agujero negro, demostró que una estrella más allá del límite de Chandrasekhar colapsaba en algo diferente a una enana blanca.
En 1983, Chandrasekhar recibió el Premio Nobel de Física, junto con William Alfred Fowler, por sus "estudios teóricos de los procesos físicos de importancia para la estructura y evolución de las estrellas". Para la biografía del Nobel, Chandrasekhar incluyó a Eddington como su amigo.